# Milko Dimow

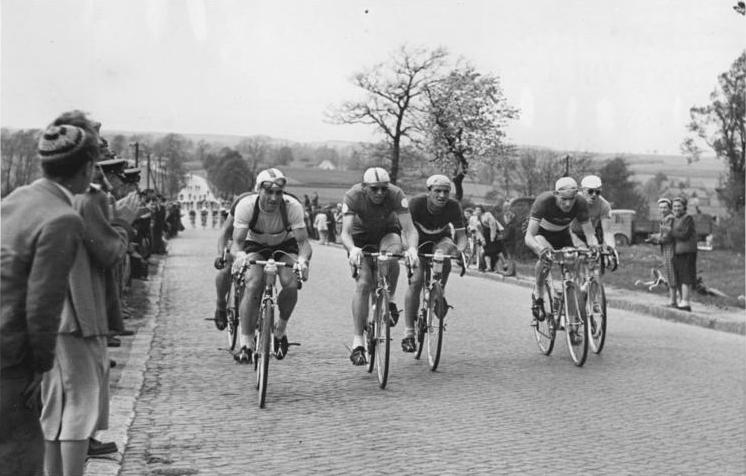
Milo Dimow (1955), 3. von links

Milko Dimow (bulgarisch Милко Димов; * 1924 in Sliwen; † 6. August 2006) war ein bulgarischer Radrennfahrer und nationaler Meister im Radsport.

## Sportliche Laufbahn
Dimow gewann 1949 die Bulgarien-Rundfahrt, wobei er zehn Etappen für sich entschied. 1950 konnte er diesen Erfolg wiederholen, er gewann die Rundfahrt erneut vor Ilja Krestew und konnte sechs Etappen für sich verbuchen. 1955 gewann er erneut drei Etappen und wurde Dritter des Gesamtklassements hinter dem Sieger Stojan Demirew.
Dimow war der erste Bulgare, der einen Etappensieg in der Internationalen Friedensfahrt erringen konnte. Er war bereits unter den Teilnehmern der ersten Friedensfahrt 1948 und belegte auf dem Kurs von Prag nach Warschau den 13. Platz. Insgesamt fuhr er die Rundfahrt neunmal. Sein bestes Ergebnis im Gesamtklassement hatte er 1951 beim Sieg von Kaj Allan Olsen mit dem 6. Rang. 1951 gewann er die 2. Etappe, 1952 siegte er auf der 5. Etappe vor Jean Stablinski (der damals noch unter dem Namen Stablewski am Start war).
Die bulgarische Meisterschaft im Querfeldeinrennen gewann er 1949 und 1950. Die Meisterschaft im Straßenrennen entschied er 1950 für sich.